# Survival horror
Pour les articles homonymes, voir Survival.

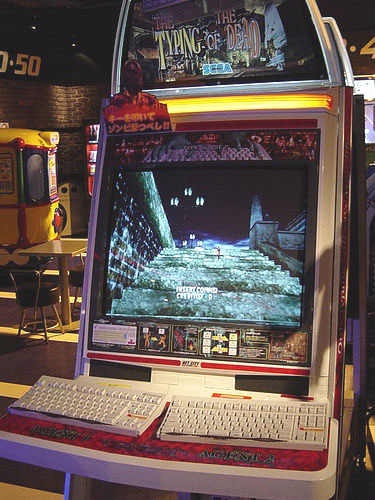
The Typing of the Dead, spin-off survival horror de The House of the Dead.

Le survival horror est un genre de jeu vidéo, sous-genre du jeu d'action-aventure, inspiré des fictions d'horreur. Bien que des aspects de combats puissent être présents dans ce type de jeu, le gameplay fait généralement en sorte que le joueur ne se sente pas aussi puissant qu'il ne le serait typiquement dans un jeu d'action, et ce en limitant par exemple la quantité de munitions, d'énergie ou de vitesse. Le joueur doit parfois chercher certains objets pour avoir accès à un passage vers une nouvelle zone, et résoudre des énigmes à certains moments. Les jeux utilisent des thèmes d'horreur, et le joueur est souvent confronté à des environnements obscurs et à des ennemis qui peuvent surgir de n'importe où ; des angles de caméra fixe sont souvent utilisés pour renforcer cette impression de vulnérabilité.
Le terme survival horror est utilisé la première fois pour la sortie japonaise de Resident Evil en 1996, qui est influencé par des jeux d'horreur sortis auparavant, tels que Sweet Home sorti en 1989 ou encore Alone in the Dark sorti en 1992 qui est considéré comme le père du survival horror moderne. Le terme est depuis utilisé pour définir les jeux avec les mêmes éléments, et est appliqué aux jeux antérieurs, allant jusqu'à définir Haunted House sorti en 1982 comme étant un survival horror. À partir de 2005, avec la sortie de Resident Evil 4, le genre a commencé à introduire plus de caractéristiques de jeux d'action, ce qui a conduit les journalistes[réf. nécessaire][Qui ?],à se demander si les plus anciennes franchises de survival horror allaient abandonner le genre ou non. Malgré tout, le genre persiste toujours sous une forme ou une autre depuis Sweet Home en 1989,,.

## Définition
Le survival horror fait référence à un sous-genre du jeu d'action-aventure qui s'appuie grandement sur les conventions des fictions d'horreur,. Généralement, le personnage que le joueur contrôle est très vulnérable et sous-armé, ce qui met davantage l'accent sur la résolution d'énigmes et l'évasion plutôt que sur la violence,. Les jeux défient souvent le joueur à gérer son inventaire et à rationner ses ressources et munitions. Un autre thème majeur dans le genre est celui de l'isolation. Typiquement, ces jeux ne contiennent que très peu de personnages non-joueurs et, par conséquent, l'histoire y est racontée à l'aide de journaux, de textes ou d'enregistrements audios trouvés par le joueur.
Malgré le fait que plusieurs jeux d'action mettent le joueur dans une situation où il doit éliminer seul une horde d'ennemis dans un environnement horrifique, les jeux de type survival horror sont distincts par rapport à ces jeux d'action sur le thème de l'horreur,. En effet, les jeux de type survival horror tendent à désaccentuer l'aspect combat en faveur de défis tels que se cacher ou s'enfuir des ennemis, ou encore résoudre des énigmes. Cependant, il n'est pas rare pour les survival horror de prendre des éléments de gameplay des jeux de tir à la première personne, des jeux d'action-aventure ou encore de jeux de rôle.

## Mécanismes du genre

### Système de combat
Les jeux de type survival horror sont un sous-genre du jeu d'action-aventure dans lesquels le joueur ne peut se défendre ou armer correctement son personnage,. Le joueur doit, dans la plupart des cas, faire face à une grande quantité d'ennemis avec une quantité de munitions moindre que dans d'autres genres de jeux. De plus, les armes puissantes, comme des lance-roquettes, sont généralement très rares ou introuvables. Ainsi, le joueur est plus vulnérable que dans d'autres genres de jeux vidéo. Ce type de gameplay ne permet pas au joueur de combattre l'adversaire directement, et doit par conséquent apprendre à s'enfuir devant des ennemis, ou encore, à utiliser l'environnement à son avantage. Afin d'accroître le sentiment de vulnérabilité chez le joueur, la plupart des jeux ne comportent qu'un mode solo dans lequel le héros est plus fragile que dans les jeux d'action conventionnels.
Le genre survival horror est également connu pour proposer des défis n'impliquant pas de combat direct, comme résoudre des énigmes à certains endroits ou collecter des objets et gérer son inventaire. À certains moments, le joueur est confronté à un environnement semblable à un labyrinthe, testant ainsi ses capacités à se repérer. Les environnements sont souvent sombres pour ajouter un défi au joueur et pour apporter du suspense.

### Ennemis
Le scénario d'un jeu de type survival horror implique généralement l'enquête et la confrontation d'éléments horrifiques ou surnaturels. Plusieurs jeux prennent donc des éléments typiques de fictions d'horreur pour les intégrer dans le gameplay. Les premiers jeux font souvent utilisation d'angles de caméra présentes dans les films d'horreur, qui permettent aux ennemis de se placer dans des zones que le joueur ne peut pas voir.
Les ennemis peuvent apparaître soudainement ou de manière inattendue, et les niveaux sont parfois conçus avec des séquences scriptées dans lesquels, par exemple, un ennemi tombe du plafond ou passe par une fenêtre,. Les survival horror incluent bien souvent, comme c'est le cas pour les jeux d'action, une rencontre avec un boss que le joueur doit vaincre pour pouvoir avancer dans le jeu. Ces boss font parfois référence aux antagonistes présents dans les fictions d'horreur classiques.

## Histoire

### Origines (1980–1996)
Les prémices des jeux de survival horror remontent aux plus anciennes fictions d'horreur. Par exemple, des éléments présents dans les œuvres de H. P. Lovecraft se retrouvent dans les survival horror, comme des enquêtes ou des voyages dans les profondeurs. Par ailleurs, des comparaisons ont été faites entre Cthulhu et les boss présents dans les jeux. Une autre influence majeure du genre est le cinéma d'horreur japonais, ainsi que le théâtre classique Nô, les livres de l'écrivain japonais Edogawa Rampo et le cinéma japonais,. Le survival horror est largement inspiré des cultures occidentales, surtout américaine, et des cultures orientales, surtout japonaise. L'approche occidentale met en général davantage l'accent sur l'action, tandis que l'approche orientale a plutôt tendance à favoriser l'horreur psychologique.
Certains éléments typiques des survival horror se trouvent dans le jeu Haunted House sorti en 1981 sur Atari 2600. Le jeu contient beaucoup d'éléments de survival horror, le gameplay mettant notamment l'accent sur la résolution de casse-tête et sur l'évasion plutôt que sur la violence. Le jeu fait usage de créatures communément présents dans les fictions d'horreur, comme les chauves-souris et les fantômes, qui ont chacun un comportement unique dans le jeu. Le titre inclut également la collecte d'objets et la gestion d'un inventaire. Parce que Haunted House a de nombreuses caractéristiques des survival horror, il est considéré comme étant le précurseur du genre.
Un autre jeu exploitant le thème de l'horreur voit le jour cette même année. Il s'agit de Terror House, un jeu sous forme d'un appareil électronique portable créé par Bandai, le Bandai LCD Solarpower (en). L'appareil est alimenté grâce à l'énergie solaire, et il utilise deux écrans LCD empilés un par-dessus l'autre afin de permettre l'affichage des graphismes en 2,5D. Le jeu est inspiré de l'horreur japonaise traditionnelle. Un autre jeu d'horreur sorti cette même année est le jeu d'arcade développé par Sega, Monster Bash, qui introduit des monstres des classiques de l'horreur, tels que le Dracula, le monstre de Frankenstein et les loups-garous, concrétisant ainsi davantage le genre. Son remake, Ghost House, présente un gameplay conçu autour du thème de l'horreur avec une maison hantée remplie de pièges et de secrets, et d'ennemis rapides, puissants et intimidants, qui obligent le joueur à connaître les subtilités de la maison ainsi qu'à éviter les ennemis. Un autre jeu cité comme un des premiers jeux d'horreur est Ant Attack (en) sorti en 1983.
La deuxième partie des années 1980 voit la sortie de plusieurs autres jeux ayant pour thème l'horreur, par exemple Castlevania développé par Konami en 1986, Kenseiden développé par Sega et Splatterhouse développé par Namco en 1988. Malgré leur thème macabre, ces jeux ne se différencient pas énormément des autres jeux d'action de l'époque. Shiryou Sensen: War of the Dead, un jeu sorti en 1987 sur MSX 2, PC-88 et PC-Engine, est considéré par John Szczepaniak des magazines Retro Gamer et Escapist Magazine comme étant le vrai premier jeu de type survival horror. Édité par Victor Entertainment, appelé à l'époque Victor Music Industries, et développé par Fun Factory, il s'agit d'un jeu d'horreur d'action-RPG dont le scénario tourne autour d'une membre féminine du SWAT qui doit secourir les habitants d'une ville isolée infestée de monstres en les emmenant à l’abri dans une église. Le jeu est à monde ouvert, à la manière d'un Dragon Quest, et propose un système de combat en temps réel à la manière de Zelda II: The Adventure of Link.
En 1992, le groupe français infogrames développe et édite Alone in the Dark, réalisé par Frédérick Raynal. Ce jeu sera considéré comme le père des Survival Horror,. Ce jeu met en scène un protagoniste solitaire affrontant des hordes de monstres, devant résoudre des énigmes et trouver des clés cachées dans un environnement 3D pré-calculé découpé en plans fixes. Le joueur peut se battre contre les monstres comme dans un jeu d'action classique ou chercher un autre moyen de s'en débarrasser ou tenter de s'évader. Certains monstres ne pouvant mourir le joueur est alors obligé de résoudre des énigmes pour poursuivre sa progression. Des notes et des livres trouvés au fur et à mesure sont utilisés comme éléments permettant d'exposer l'intrigue. Beaucoup de ces éléments seront réutilisés par la suite dans les jeux se définissant comme Survival Horror, et c'est pourquoi ce jeu est vu comme un fondateur du genre.

### Âge d'or (1996–2005)
L'année 1996 marque le début de « l'âge d'or » des Survival Horror avec la sortie du premier opus de la saga Resident Evil de Shinji Mikami. S'il n'est pas le premier jeu à inclure des thèmes d'horreur, il s'agit du premier défini comme étant un « survival horror ». Beaucoup de codes de ce jeu, comme les caméras fixes, les munitions en quantité limitée, ou encore une quantité restreinte de points de sauvegarde, seront repris dans la plupart des licences à venir. Même si les épisodes suivants de la saga intègreront de plus en plus d'éléments propres aux jeux d'action, Resident Evil est considéré comme une des plus grandes séries du genre.
Une autre grande franchise du survival horror voit le jour en 1999 avec la sortie de Silent Hill. À sa sortie, les critiques accuseront les auteurs de cette saga d'avoir fait une pale copie de Resident Evil. Silent Hill se démarque pourtant de ce dernier sur bien des points. En effet, si les jeux de la franchise Resident Evil mettent en avant l'effet de surprise, tels que des ennemis dans les angles morts de la caméra, les jeux de la série Silent Hill se démarquent par une ambiance glauque et une histoire beaucoup plus torturée. De plus, contrairement aux Resident Evil où le joueur incarne des agents des forces spéciales, personnages forcément habitués aux situations de danger, à l'inverse, dans les Silent Hill, les héros sont des citoyens ordinaires, ce qui implique une moins bonne maitrise des armes à feu ou du corps à corps, une moins bonne mobilité, ce qui contribue à renforcer le sentiment d'insécurité pour le joueur.
Avec l'arrivée des consoles de sixième génération, à savoir la PlayStation 2, la Xbox et la GameCube, le genre évolue en même temps. En effet, beaucoup de survival horror s'orientent vers le jeu d'action, tels Extermination, Resident Evil 4 ou encore Cold Fear, dont le gameplay s'inspire fortement de celui de Resident Evil 4. Dans ces jeux, les éléments du jeu d'action sont encore plus présents, comme la distribution beaucoup plus généreuse des armes et munitions, la présence accrue de points de sauvegarde, ainsi qu'une capacité de transport beaucoup plus grande. À contrario, d'autres licences plus confidentielles ne se sont pas détachées des codes du survival horror, telles Project Zero, Shadow of Memories ou encore Forbidden Siren.

### Transformation (depuis 2005)
Depuis le début des années 2010, le survival horror revient sur le devant de la scène grâce à certains jeux tels que Outlast, Slender: The Arrival, Amnesia: The Dark Descent, SCP: Containment Breach, The Evil Within, Until Dawn, Five Nights at Freddy's ou encore SOMA. Une grande partie des survival horror démontre qu'il n'y a pas forcément besoin de dériver dans le gore pour faire peur. Ces jeux se jouent pour la plupart sur PC en mode un joueur au clavier et à la souris.